# NGC 2290
NGC 2290 ist eine Spiralgalaxie vom Hubble-Typ Sa im Sternbild Zwillinge auf der Ekliptik. Sie ist schätzungsweise 225 Millionen Lichtjahre von der Milchstraße entfernt.
Das Objekt wurde am 4. Februar 1793 von Wilhelm Herschel entdeckt.